# 塞尔希培州
塞爾希培州 （葡萄牙語發音：[sɛɾ.'ʒi.pi] ）是巴西的一個州，位於東北部大西洋岸。面積21,910.348平方公里，2005年人口1,970,371人。
首府阿拉卡茹。